# Херсонський земський банк
Будівля Земського банку Херсонської губернії — пам'ятка архітектури та містобудування місцевого значення охоронний номер 770-Од, розташована за адресою місто Одеса, вулиця Садова, будинок 3.

## Про банк
Земський банк Херсонської губернії був заснований у травні 1864 року й розташовувався в Одесі. Метою створення банку було довгострокове кредитування землевласників у регіоні. Основний капітал у розмірі 100 тис. руб. був сформований за рахунок отриманої від російського уряду позики. За статутом дія створеної кредитної установи поширювалася на Херсонську, Катеринославську, Таврійську та Бессарабську губернію.

## Будівля

### Будівництво
До початку будівництва будівлі банку в 1882 році на цьому місці на початку вулиці Садової знаходився сад графині Потоцької. Дворовий корпус був побудований 1901-го року.

### Використання
Після встановлення радянської влади, з огляду на націоналізацію банківського сектора, як і комерційної нерухомості, банк був закритий, в приміщенні аж до окупації Одеси Румунією було розташоване управління Одеської залізниці. Після Німецько-радянської війни кілька років в будівлі розташовувався районний комітет комуністичної партії Центрального району міста Одеса. Потім, до 1962 року — центральний телеграф. Після будівля була передана енергетикам: міському управлінню електромереж, управлінню електромереж енергокомбіната, інспекції котлонагляду і «Одесаобленерго». На початку XXI століття будівля використовувалася як бізнес-центр.

## Відомі персоналії
У банку 22 роки працював креслярем художник Амвросій Ждаха.